# Cheyne Walk

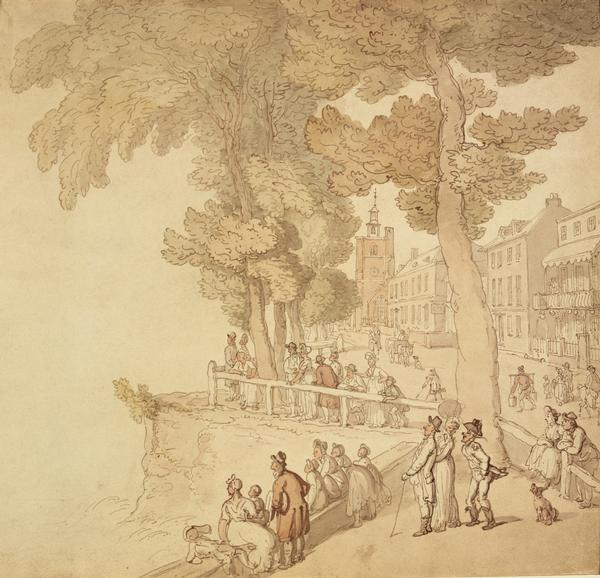
Cheyne Walk cirka 1800.

Cheyne Walk är en gata i Chelsea i London. Gatan är bland annat känd för att den brittiske konstnären William Turner levde och dog här. På gatan har också Sylvia Pankhurst och David Lloyd George bott. Gatan har fått namnet efter William Cheyne, 2nd Viscount Newhaven.